# Syllepte grisealis
Syllepte grisealis là một loài bướm đêm trong họ Crambidae.